# Rufus Philpot
Rufus Philpot (Londra, 9 agosto 1974) è un bassista britannico.
Inizia a suonare il basso all'età di 12 anni.
La sua carriera inizia nel 2000 quando si trasferisce a New York.
In America collabora con Randy Brecker, Bill Evans, Jeff Golub, Dave Samuels, David Gilmour e Al Di Meola.
Fra il 2004 e oggi ha suonato con gruppi come Planet X e Virgil Donati Band e ha collaborato con Tony MaCalpine, Jerry Goodman, Greg Howe, Mitch Forman, Will Kennedy e Ric Fierabracci.
La sua tecnica dello strumento è molto rinomata per completezza e pulizia, qualità che lo hanno reso famoso nel mondo della musica.
Rufus Philpot suona un basso Ibanez Custom 5 corde ed è sponsorizzato dalla ditta La Bella Strings.

## Discografia

### Con i Tizer
- 2003 - Downbeat

### Con gli On 3
- 2004 - Guess What

### Con i Tribal Tech
- 2012 - X